# クリフォード・カーター
クリフォード・カーター（Clifford Carter、1952年8月10日 - ）は、アメリカのキーボード奏者、音楽監督、アレンジャーである。
カーターは、ジェームス・テイラー、ブルース・スプリングスティーン、ポール・サイモン、ロザンヌ・キャッシュ、マイケル・フランクス、アート・ガーファンクル、シンディ・ローパー、イディナ・メンゼル、パティ・スキャルファ、大野俊三、リンダ・ロンシュタット、スサナ・ラヤ、ハービー・マンなどのアーティストとのパフォーマンスや、エレメンツ、Grace Pool、24丁目バンドといったグループのメンバーとして知られている。
1993年、ソロ・アルバム『Walkin' into the Sun』をリリースした。アルバムは、ボーカルとインストゥルメンタル音楽の組み合わせとなっている。

## ディスコグラフィ

### ソロ・アルバム
- Walkin' into the Sun (1993年)

### 24丁目バンド
- 『24thストリート・バンド』 - The 24th. Street Band (1979年)
- 『マンハッタンの夢』 - Share Your Dreams (1980年)
- 『BO KU TA CHI』 - Bokutachi (1981年)

### エレメンツ
- 『エレメンツ - フィーチャリング・ビル・エヴァンス』 - Elements (1982年)
- 『フォワード・モーション』 - Forward Motion (1985年)
- 『ブロウン・アウェイ』 - Blown Away (1985年)
- 『イルミネーション』 - Illumination (1987年)
- 『リベラル・アーツ』 - Liberal Arts (1989年)
- Spirit River (1990年)

### Grace Pool
- Grace Pool (1988年)

### 参加アルバム
ジェームス・テイラー
- 『ザッツ・ホワイ・アイム・ヒア -変わりゆく人々へ-』 - That's Why I'm Here (1985年)
- 『ネヴァー・ダイ・ヤング』 - Never Die Young (1988年)
- 『ニュー・ムーン・シャイン』 - New Moon Shine (1991年)
- 『(LIVE)』 - (LIVE) (1993年)
- 『(BEST LIVE)』 - (Best LIVE) (1994年)
- 『アワーグラス』 - Hourglass (1997年)
- 『グレイテスト・ヒッツ Volume 2』 - Greatest Hits, Vol. 2 (2000年)
- 『オクトーバー・ロード』 - October Road (2002年)

マーク・イーガン
- 『モザイク』 - Mosaic (1985年)
- 『ビヨンド・ワーズ』 - Beyond Words (1992年)
- 『フリーダム・タウン』 - Freedom Town (2001年)

マイケル・フランクス
- 『スキン・ダイヴ』 - Skin Dive (1985年)
- 『カメラ・ネヴァー・ライズ』 - Camera Never Lies (1987年)
- Michael Franks Anthology: The Art of Love (2003年)

チャック・ローブ
- Magic Fingers (1989年) ※with アンディ・ラヴァーン
- 『ニューヨーク25時』 - The Moon, the Stars and the Setting Sun (1998年)

モーガナ・キング
- This Is Always (1992年)
- Every Once in a While (1997年)

ナタリー・コール
- 『スノーフォール・オン・ザ・サハラ』 - Snowfall on the Sahara (1999年)
- Greatest Hits, Vol. 1 (2000年)

その他
- ユセフ・ラティーフ : 『オートフィジオサイキック』 - Autophysiopsychic (1977年)
- ジェレミー・スタイグ : 『ファイアーフライ』 - Firefly (1977年)
- ヴィレッジ・ピープル : 『ライヴ・アンド・スリージー』 - Live and Sleazy (1979年)
- ビル・エヴァンス : 『オルターナティヴ・マン』 - The Alternative Man (1985年)
- オリジナル・サウンドトラック : A Chorus Line (1985年)
- ロザンヌ・キャッシュ : Interiors (1990年)
- マイケル・マンリング : 『ドラスティック・メジャーズ』 - Drastic Measures (1991年)
- アマンダ・マクブルーム : Waiting Heart (1997年)
- ポール・サイモン : 『ユー・アー・ザーワン』 - You're the One (2000年)
- ロリー・ブロック : I'm Every Woman (2002年)
- ケイト・テイラー : Beautiful Road (2003年)
- パティ・スキャルファ : 『23rd ストリート・ララバイ』 - 23rd Street Lullaby (2004年)